# Driftbrug
De Driftbrug is een vaste brug in de Nederlandse stad Utrecht.
Ze is gelegen in het noordoosten van het stadscentrum. De brug overspant de Drift die op dit punt overgaat in de Plompetorengracht. Over land verbindt de Driftbrug de Voorstraat met de Wittevrouwenstraat. 
Tot 1912 heette de Driftbrug de (Eerste) Wittevrouwenbrug; de naam Wittevrouwenbrug geldt sindsdien voor de brug aan het andere einde van de Wittevrouwenstraat. De huidige Driftbrug dateert uit 1907 maar reeds ver voor die tijd lag hier al een brugverbinding. In ieder geval bestonden de Voorstraat en de Wittevrouwenstraat reeds rond 1300. De grachten zijn hier aan het eind van de 14e eeuw aangelegd en op 16e-eeuwse stadsplattegronden staat een brugverbinding.
Bij de vernieuwing van de Driftbrug in 1907 is de bakstenen boogbrug vervangen door een plaatbrug. Voor de overspanning is gebruikgemaakt van gewapend beton en de brug is een van de eerste die daarmee is gebouwd. Verder is (onder meer) baksteen toegepast en op de brug bevinden zich ijzeren balustrades. Op drie van de vier hoeken van de brug staan ijzeren lantaarns waaronder rond 1970 consoles met beeldhouwwerken zijn aangebracht. Onder de brug bevinden zich een of meer brugkelders en aan de brug grenzen werfkelders waarbij een werf ontbreekt. Bij het westelijke landhoofd van de brug bevindt zich vanaf straatniveau een trap die leidde naar een ondergrondse fietsenstalling van de naastgelegen bioscoop. Onder de trap zit nog een beeldhouwwerk met daarop de Plompetoren, die overigens bij de Plompetorenbrug stond. Het hoekpand en omgeving aan de zuidoostzijde van de Driftbrug is het voormalig paleis van koning Lodewijk Napoleon.
De Driftbrug is een vrij smalle brug die over land intensief wordt gebruikt door allerhande verkeersdeelnemers. Alleen langzaam verkeer als voetgangers en fietsers kunnen haar in beide richtingen passeren. Voor verkeersdeelsnemers als auto's is er een rijbaan beschikbaar die uitsluitend dieper het centrum invoert. Tot uiterlijk halverwege de 20e eeuw reden er ook trams over de Driftbrug. In tegenstelling tot vrijwel alle andere bruggen in het oude stadscentrum geldt er geen aslastbeperking op de brug. Over het water wordt de brug nog nauwelijks gebruikt.
Abel Tasmanbrug ·
Abstederbrug ·
Bakkerbrug ·
Bartholomeusbrug · 
Bezembrug · 
Bijlhouwersbrug ·
Brigittenbrug ·
Colignybrug ·
Dafne Schippersbrug ·
David van Mollembrug ·
Demka-spoorbrug ·
Driftbrug ·
Gaardbrug ·
Galecopperbrug · 
Gasthuismolenbrug ·
Geertebrug ·
Gildbrug · 
Goethebrug ·
Griftbrug ·
Hamburgerbrug ·
Herenbrug · 
Hogeweidebrug ·
Industriehavenbrug ·
Jacobibrug ·
Jan Pieterszoon Coenbrug ·
Jansbrug ·
Jansdambrug ·
Jeremiebrug ·
Julianabrug (Minstroom) ·
Jutphasebrug ·
Jutphasespoorbrug ·
J.M. de Muinck Keizerbrug ·
Kalisbrug ·
Krommerijnbrug ·
Lauwerechtbrug ·
Lucasbrug ·
Maarsbergerbrug ·
Maartensbrug ·
Magdalenabrug ·
Maliebrug ·
Marga Klompébrug ·
Marksbrug ·
Marnixbrug ·
Meernbrug ·
Minbrug ·
Monicabrug · 
Moreelsebrug ·
Muntbrug ·
Muntsluisbrug ·
Museumbrug ·
Noorderbrug ·
Oorsprongbrug ·
Oranjebrug ·    
Paulusbrug ·
Pausdambrug ·
Pietersbrug ·
Plompetorenbrug ·
Prins Clausbrug · 
Quintijnsbrug ·
Rode brug ·
Servaasbrug ·
Sint Martinusbrug ·
Smeebrug ·
Socratesbrug ·
Spinozabrug ·
Stadhuisbrug ·
Stammetsbrug ·
Stenenbrug ·
Tolsteegbrug ·
Vaaltbrug ·
Vaartscherijnbrug ·
Van Asch van Wijckbrug ·
Viebrug ·
Vleutensespoorbrug ·
Vollersbrug ·
Weerdbrug ·
Weesbrug ·
Werkspoorbrug ·
Werkspoorhavenbrug ·
Wittevrouwenbrug ·  
Zandbrug

Voormalige of in onbruik geraakte bruggen :
Brug met de twaalf gaten ·
Catharijnebrug · 
Hefbrug in de Kruisvaart ·
Julianabrug (Vaartsche Rijn) ·
Molenbrug · 
Smakkelaarsbrug ·
Vleutensebrug ·
Willemsbrug